# عبد الله داسبون
عبد الله داسبون(حزبون)

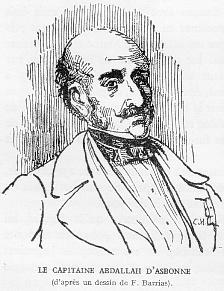
صورة عبد الله داسبون كما رسمه باراس

عبد الله دسبون ولد في بيت لحم، في 26 أكتوبر 1776 وتوفي في مولان في 22 نوفمبر 1859  تمت فرنسة اسمه في وقت لاحق ليصبح عبد الله داسبون كان من المماليك الذين خدموا في الحرس الإمبراطوري لنابليون بونابرت
في 1834 وبعد غزو الجزائر تم تعيينه قنصل لفرنسا في معسكر لدى الأمير عبد القادر وبقي في منصبه إلى 1837 .
ولد عبد الله داسبون في بيت لحم في 26 أكتوبر 1776 في عائلة كاثوليكية وتعمد في كنيسة سانت كاترين في 10 نوفمبر. من نفس السنة
كان ابن ميشال دسبون، الأديب وصاحب املاك في بيت لحم والوي حنوش
على الرغم من كتابة اسمه بالفرنسية على كل الوثائق الرسمية الأولى كانت دسبون ولكن هناك فرضية بانتمائه إلى عائلة حزبون .
اما اللقب العربي عبد الله والذي ظل العدد من العرب المسيحيين يحملونها إلى نهاية القرن 19 فبقي على شكله في اللغة الفرنسية
لانعلم اين تعلم عبد الله دسبون الفرنسية، ولكنه كان في مصر عند وصول نابليون بونابرت .
تجند في الجيش الفرنسي في سن الـ 21ـ في  2 أغسطس 1798 كدليل وكمترجم- لقيادة الأركان لجيش المشرق
شارك في معارك الحملة في مصر وفي سوريا .
تم ضمه في 1800 إلى الانكشاريين السوريين
وصل إلى فرنسا في نوفمبر تشرين الثاني سنة 1801 بعد انسحاب القوات الفرنسية من المشرق
انضم إلى الهيئة العسكرية الجديدة المعروفة باسم مماليك الحرس القنصلي.
ترقي في الرتب العسكرية وشارك في حروب نابليون في أوروبا إلى 1814
تم تسريحه جزئيا فشارك في اللواء الهولندي للوقوف في وجه نابليون في 1815 العائد من المنفى ثم اعيد تسريحه من جديد
في 1830 شارك في الحملة الفرنسية على مصر كمترجم لهيئة الأركان
في 1833 عين قائدا على مدينة أرزيو الجزائرية ثم قنصلا لفرنسا في معسكر لدى الأمير عبد القادر وهذا حتى سنة 1837
عاد إلى فرنسا ليعيش في باريس ثم في مولان حيث توفي في 22 نوفمبر 1859 وعمره 83 سنة
ان وثائق وأرشيف عبد الله دسبون موجد في متحف مدينة مولان
هناك فلسطيني انظم إلى مماليك نابليون ويعرف باسم موسى زميرو الكوسا والذي تمت فرنسة اسمه فيما بعد ليصبح مويز زوميرو
ْ